# Баскија (аутономна заједница)
Баскија (баск. Euskadi; шп. País Vasco) је аутономна заједница Шпаније са статусом историјског региона. Главни град је Виторија (шп. Vitoria) или Гастејс на баскијском (баск. Gasteiz). Баскија је једна од територија у којима се говори баскијски језик, које се још називају и Баскијске земље или на баскијском Еускал Ерија (баск. Euskal Herria). Баскија се састоји од три покрајине: Алава (главни град Виторија), Гипускоа (главни град Сан Себастијан) и Бискаја (главни град, Билбао).
Баскија се налази на крајњем североистоку кантабријског појаса. На северу, граничи се са Француском и излази на Кантабријско море, на југу се граничи са Риохом и Кастиљом и Леоном, на западу са Кантабријом, и на истоку са Наваром.
Пре изгласавања шпанског устава из 1978. године којим је на снагу ступио систем аутономних заједница, ове покрајине су биле познате на шпанском као Покрајине Васконгаде (шп. Provincias Vascongadas). Политичка структура аутономних заједница је дефинисана Статутом из Гернике, који је био изгласан већином на контроверзном и прилично бојкотованом референдуму који је одржан 25. октобра 1979. године. Године 2003, владајућа Националистичка партија Баскије (шп. PNV) предложила је промену статута познатим планом Ибарече. Пројекат, иако изгласан у баскијском парламенту, био је одбачен у шпанском конгресу.

## Становништво
| 1970.     | 1981.     | 1991.     | 2001.     | 2011.     |
| --------- | --------- | --------- | --------- | --------- |
| 1.878.636 | 2.141.969 | 2.104.041 | 2.082.587 | 2.185.393 |